# Promyllantor atlanticus
Promyllantor atlanticus är en fiskart som beskrevs av Emma S. Karmovskaya 2006. Promyllantor atlanticus ingår i släktet Promyllantor och familjen havsålar. Inga underarter finns listade i Catalogue of Life.